# Harold Mattingly
Harold Mattingly (Sudbury, 1884 – Chesham, 26 gennaio 1964) è stato uno storico e numismatico britannico, specializzato negli studi sull'antica Roma e, soprattutto, sulla monetazione romana. In quest'ultimo campo di studi ha avuto il merito di promuovere una radicale riforma della cronologia precedentemente accettata.

## Biografia scientifica
Completati gli studi al Gonville and Caius College dell'Università di Cambridge, nel 1910 entrò a far parte dello staff del Department of Printed Books (Dipartimento dei libri a stampa) del British Museum. Seguendo il suo iniziale interesse per l'antichità romana, nel 1909 aveva esordito con un libro sull'argomento, a cui avrebbe fatto seguito un secondo nel 1914. Fu dopo la prima guerra mondiale, durante la quale aveva prestato servizio nell'Ufficio di censura postale (Postal Censorship Bureau), che Mattingly, una volta ripreso servizio al British Museum, indirizzò decisamente i propri studi verso la numismatica antica.
Harold Mattingly fu dal 1912 anche membro della Royal Numismatic Society. Nel 1941 gli fu conferita la medaglia della Royal Numismatic Society.

## Opere
Il risultato delle sue ricerche fu l'imponente pubblicazione, iniziata nel 1923 e concretizzatasi in sei volumi, del catalogo della monetazione imperiale del British Museum (Coins of the Roman Empire in the British Museum). Pressappoco nello stesso periodo, ma con un'impostazione più marcatamente sinottica, prese avvio la pubblicazione in 10 volumi del Roman Imperial Coinage.

### Opere principali
- Coins of the Roman Empire in the British Museum, in 6 volumi. Londra, British Museum, 1923 e seguenti
- (con Edward Allen Sydenham), Roman Imperial Coinage, in 10 volumi. Londra, Spink, 1923-1994
- Roman Coins from the Earliest to the Fall of the Western Empire. Londra, Methuen & Co., 1928 (con numerose edizioni e ristampe)
- The Date of the Roman Denarius and Other Landmarks in Early Roman Coinage. Londra, H. Milford, 1933
- Some New Studies of the Roman Republican Coinage. Proceedings of the British Academy, 39 (1953), pp. 239-285